# Rabea Neßlage
Rabea Neßlage (* 8. April 1990 in Bremen) ist eine deutsche ehemalige Handballspielerin.

## Karriere
Rabea Neßlage begann mit sechs Jahren bei Werder Bremen mit dem Handball. 2010 wechselte sie zum VfL Oldenburg, mit dessen zweiter Mannschaft sie seitdem in der 3. Liga spielt. In der Saison 2011/12 kam sie zu ihrem Debüt in der ersten Mannschaft im Bundesligaspiel gegen Frisch Auf Göppingen. Ab dem Sommer 2012 gehörte die 1,66 Meter große Rückraumspielerin, die auch als Kreisläuferin spielen kann, fest zum Oldenburger Bundesligateam. Nach der Saison 2013/14 kehrte sie wieder zu Werder Bremen zurück. Nach der Saison 2020/21 beendete sie ihre Karriere.